# Rietdijkův–Putnamův spor
Rietdijkův–Putnamův spor je paradox podporující filozofickou představu čtyřrozměrnosti.
Podle speciální teorie relativity má každý pozorovatel svou vlastní rovinu současnosti, tedy množinu událostí, které jsou pro pozorovatele současné, protože tato množina je závislá na rychlosti pozorovatele, a to přesto, že se v daném okamžiku mohou nacházet na stejném místě. I sebemenší pohyb porozovatele způsobí, že se pro pozorovatele změní současný Vesmír. Z toho plyne představa, že existují všechny možné varianty současného Vesmíru, tak aby svou současnost mohli pozorovat všichni možní pozorovatelé. Třírozměrný prostor je tak jen řezem čtyřrozměrného.
Spor je pojmenován po C. W. Rietdijkovi a Hilary Putnamovi. Někdy se nayývá Rietdijkův–Putnamův–Penroseův spor.

## Paradox Andromedy
Roger Penrose přeformuloval Rietdijkův–Putnamův spor do podoby, která je známá jako paradox Andromedy. Využil v něm fakt, že roviny současnosti svírající nějaký úhel se od sebe ve velké vzdálenosti poměrně dost vzdálí, i když je tento úhel zcela minimální. V něm dva lidé jdou proti sobě, jeden směrem ke Galaxii v Andromedě a druhý od ní. Pro člověka kráčejícího směrem k této galaxii je současnost v této galaxii až o dny v předstihu před současností v této galaxii pro člověka kráčejícího opačným směrem.
Paradox ale není paradoxem pozorovaným. Události na rovině současnosti nejsou pozorovatelem pozorovány v daném okamžiku, ale později - v případě událostí v Galaxii v Andromedě o 2,5 milionu let později. V té době ale pozorovatelé již nejsou ve stejném místě, protože se vůči sobě pohybují. Nemůže se proto stát, že by jeden pozorovatel na jednom místě nějakou událost pozoroval dříve než druhý pozorovatel na tomtéž místě.